# Synarmadillo marmoratus
Synarmadillo marmoratus is een pissebed uit de familie Armadillidae. De wetenschappelijke naam van de soort is voor het eerst geldig gepubliceerd in 1910 door Gustav Budde-Lund.